# Grendon Underwood
Grendon Underwood è un villaggio e parrocchia civile dell'Inghilterra, appartenente alla contea del Buckinghamshire.